# Frontera entre la República del Congo i la República Centreafricana
La frontera entre la República del Congo i la República Centreafricana és la línia fronterera que separa la República del Congo de República Centreafricana a l'Àfrica Occidental. Té 467 km de longitud.

## Traçat
La frontera comença al trifini entre Camerun, la República Centreafricana i la República del Congo, després continua cap a l'est fins a la frontera amb la República Democràtica del Congo, al llarg dels rius Ubangui i Mbomou. Separa les departaments congoleses de Likouala i Sangha de les regiõns centreaafricanes de Sangha-Mbaéré i Lobaye.
Fou establerta quan ambdós estats es van independitzar en 1960.